# Liste der Bodendenkmäler in Mistelgau
Auf dieser Seite sind die Bodendenkmäler in der oberfränkischen Gemeinde Mistelgau zusammengestellt. Diese Tabelle ist eine Teilliste der Liste der Bodendenkmäler in Bayern. Grundlage ist die Bayerische Denkmalliste, die auf Basis des Bayerischen Denkmalschutzgesetzes vom 1. Oktober 1973 erstmals erstellt wurde und seither durch das Bayerische Landesamt für Denkmalpflege geführt wird. Die folgenden Angaben ersetzen nicht die rechtsverbindliche Auskunft der Denkmalschutzbehörde.

## Bodendenkmäler der Gemeinde Mistelgau

### Bodendenkmäler in der Gemarkung Creez
| Lage             | Objekt                                    | Akten-Nr.     | Bild |
| ---------------- | ----------------------------------------- | ------------- | ---- |
| Creez (Standort) | Frühmittelalterliche Wüstung.             | D-4-6134-0025 |      |
| Creez (Standort) | Siedlung vorgeschichtlicher Zeitstellung. | D-4-6134-0104 |      |

### Bodendenkmäler in der Gemarkung Frankenhaag
| Lage                   | Objekt | Akten-Nr.     | Bild |
| ---------------------- | --- | ------------- | ---- |
| Frankenhaag (Standort) | Archäologische Befunde des Mittelalters und der frühen Neuzeit, darunter solche von Vorgängerbauten, im Bereich des Schloss von Frankenhaag. | D-4-6034-0110 |      |

### Bodendenkmäler in der Gemarkung Glashütten
| Lage                  | Objekt                                                                      | Akten-Nr.     | Bild |
| --------------------- | --------------------------------------------------------------------------- | ------------- | ---- |
| Glashütten (Standort) | Bestattungsplatz mit verebneten Grabhügeln vorgeschichtlicher Zeitstellung. | D-4-6134-0023 |      |

### Bodendenkmäler in der Gemarkung Mengersdorf
| Lage                   | Objekt | Akten-Nr.     | Bild |
| ---------------------- | --- | ------------- | ---- |
| Mengersdorf (Standort) | Archäologische Befunde des Mittelalters und der frühen Neuzeit, darunter solche von Vorgängerbauten, im Bereich der frühneuzeitlichen Evang. Pfarrkirche St. Otto von Mengersdorf. | D-4-6034-0127 |      |
| Mengersdorf (Standort) | Archäologische Befunde des Mittelalters und der frühen Neuzeit im Bereich des abgegangenen Schlosses von Mengersdorf.                                                              | D-4-6034-0128 |      |

### Bodendenkmäler in der Gemarkung Mistelgau
| Lage                 | Objekt | Akten-Nr.     | Bild |
| -------------------- | --- | ------------- | ---- |
| Mistelgau (Standort) | Vorgeschichtliche Siedlung und Grabhügelfeld vorgeschichtlicher Zeitstellung mit Bestattungen der Hallstattzeit und der frühen Latènezeit. | D-4-6034-0043 |      |
| Mistelgau (Standort) | Karolingisch-ottonisches Reihengräberfeld.                                                                                                 | D-4-6034-0044 |      |
| Mistelgau (Standort) | Turmhügel des Mittelalters. Siehe auch: Turmhügel Beim Schlossbauern                                                                       | D-4-6034-0045 |      |
| Mistelgau (Standort) | Bestattungsplatz mit verebnetem Grabhügel vorgeschichtlicher Zeitstellung.                                                                 | D-4-6034-0046 |      |
| Mistelgau (Standort) | Siedlung der Urnenfelderzeit, der Hallstattzeit und der Latènezeit.                                                                        | D-4-6034-0081 |      |
| Mistelgau (Standort) | Siedlung vor- und frühgeschichtlicher Zeitstellung.                                                                                        | D-4-6034-0106 |      |
| Mistelgau (Standort) | Befunde des Mittelalters und der Neuzeit im Bereich der Evangelisch-Lutherischen Pfarrkirche St. Bartholomäus von Mistelgau.               | D-4-6034-0107 |      |

### Bodendenkmäler in der Gemarkung Obernsees
| Lage                 | Objekt | Akten-Nr.     | Bild |
| -------------------- | --- | ------------- | ---- |
| Obernsees (Standort) | Mittelalterlicher Burgstall. | D-4-6034-0039 |      |
| Obernsees (Standort) | Siedlung des Frühneolithikums. | D-4-6034-0040 |      |
| Obernsees (Standort) | Siedlung vor- und frühgeschichtlicher oder mittelalterlicher Zeitstellung.                                                                    | D-4-6034-0116 |      |
| Obernsees (Standort) | Befunde des Mittelalters und der frühen Neuzeit im Bereich der Evangelisch-Lutherischen Rupertuskapelle. Siehe auch: St. Rupertus (Obernsees) | D-4-6034-0117 |      |
| Obernsees (Standort) | Befunde des Mittelalters und der frühen Neuzeit im Bereich der Evangelisch-Lutherischen Pfarrkirche St. Jakob von Obernsees.                  | D-4-6034-0118 |      |

### Bodendenkmäler in der Gemarkung Pittersdorf
| Lage                   | Objekt | Akten-Nr.     | Bild |
| ---------------------- | --- | ------------- | ---- |
| Pittersdorf (Standort) | Höhensiedlung der Urnenfelderzeit und der Hallstattzeit sowie Abschnittsbefestigung vorgeschichtlicher Zeitstellung. | D-4-6134-0024 |      |

### Bodendenkmäler in der Gemarkung Truppach
| Lage                | Objekt | Akten-Nr.     | Bild |
| ------------------- | --- | ------------- | ---- |
| Truppach (Standort) | Bestattungsplatz mit Grabhügeln vorgeschichtlicher Zeitstellung.                                                                                       | D-4-6034-0042 |      |
| Truppach (Standort) | Archäologische Befunde des Mittelalters und der frühen Neuzeit, darunter solche von Vorgängerbauten, im Bereich des ehemaligen Schlosses von Truppach. | D-4-6034-0125 |      |

### Bodendenkmäler in der Gemarkung Wohnsgehaig
| Lage                   | Objekt                                                                                            | Akten-Nr.     | Bild |
| ---------------------- | ------------------------------------------------------------------------------------------------- | ------------- | ---- |
| Wohnsgehaig (Standort) | Höhensiedlung des Neolithikums, der Urnenfelderzeit, der Hallstattzeit und der frühen Latènezeit. | D-4-6134-0018 |      |